# 이고리 쿠르차토프

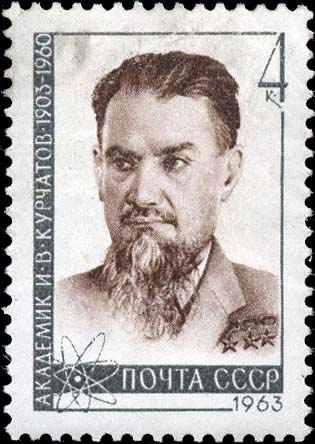
1963년 소련에서 발행된 우표에 그려진 이고리 쿠르차토프

이고리 바실리예비치 쿠르차토프(러시아어: Игорь Васильевич Курчатов, 1903년 1월 12일 ~ 1960년 2월 7일)는 소련의 핵물리학자이다. 소련의 원자폭탄 제조 계획에 참여했으며 "소련의 원자폭탄의 아버지"라는 별칭으로 부르기도 한다.

## 생애
러시아 제국 우파현 심스키자보트(현재의 러시아 첼랴빈스크주 심) 출신이다. 심페로폴 김나지움과 크림 주립 대학교 물리학과를 졸업했고 페트로그라드 대학교에서 선박공학을 전공했다. 바쿠 공과 대학교에서 물리학과 연구 조소로 근무하면서 방사능에 관한 연구 과정에 참여했고 1925년에는 레닌그라드 이오페 물리학 기술 연구소로 자리를 옮겼다.
1932년에는 쿠르차토프가 운영하던 물리학 연구소가 소련 정부로부터 독자적인 연구 예산을 배정받았고 1939년 9월 21일에는 게오르기 플료로프와 함께 핵 연쇄 반응과 원자로의 설계에 관한 이론을 발표했다. 쿠르차토프는 1942년에 원자폭탄에 관한 구상을 통해 "몇 킬로그램의 우라늄만으로도 20,000톤에 달하는 트라이나이트로톨루엔(TNT)을 파괴하는 것에 맞먹는 에너지를 낼 수 있다."라고 예측했다.

### 원자 폭탄 제조 프로젝트
쿠르차토프는 핵물리학에 대한 광범위한 연구를 통해 소련 과학 아카데미의 회원이 되었지만 1941년에 일어난 제2차 세계 대전의 동부 전선을 계기로 원자폭탄에 관한 연구를 진행하게 된다. 1943년에는 소련 내무인민위원회(NKVD)가 원자폭탄의 실현 가능성에 관한 영국의 극비 문서를 입수했고 이오시프 스탈린은 소련의 원자폭탄 프로그램을 시작하도록 명령하게 된다. 소련의 원자폭탄 프로그램의 핵심 인사였던 게오르기 플로료프는 스탈린에게 보낸 편지를 통해 세계 각국이 원자폭탄 제조 계획을 진행하고 있다는 사실을 전달했고 스탈린에게 소련의 원자폭탄 제조 계획을 진행할 것을 요구했다고 한다.
소련의 원자폭탄 제조 프로그램은 처음에는 지지부진했다. 하지만 독일에서 온 간첩인 클라우스 푸흐스의 첩보 활동, 히로시마·나가사키 원자폭탄 투하를 계기로 스탈린은 쿠르차토프에게 1948년까지 원자폭탄을 완성시키라는 명령을 내렸고 라브렌티 베리야에게 원자폭탄 프로그램을 지휘하도록 명령하게 된다. 소련의 원자폭탄 제조 프로그램은 러시아 고리키주(현재의 니즈니노브고로드주) 사로프 마을에서 진행되었고 비밀 유지를 위해 아르자마스-16이라는 이름을 가진 폐쇄 도시로 바뀌게 된다.
원자폭탄 제조 프로그램에 참여했던 과학자들은 미국에서 공개된 정보, 푸흐스가 첩보 활동을 통해 입수한 정보들을 통해 도움을 받았지만 쿠르차토프와 베리야는 소련의 정보 기관이 허위 정보를 받고 있다는 사실을 두려워했다고 한다. 이를 계기로 베리야가 이끌던 비밀 경찰이 과학자들의 행동을 감시하게 된다.
1949년 8월 29일에는 카자흐스탄에 위치한 세미팔라틴스크 핵 실험장에서 소련 최초의 플루토늄 내폭형 핵폭탄 실험인 RDS-1이 성공적으로 진행되었다. 쿠르차토프는 1953년에 진행된 소련 최초의 수소폭탄 실험인 RDS-6에도 참여했다. 하지만 1950년대부터 원자력 기술의 평화적 이용에 관한 연구에 참여하면서 핵 실험에 반대하는 입장을 표명하게 된다.
1960년 2월 7일에 모스크바에서 색전증으로 인해 향년 57세를 일기로 사망했으며 그의 유해는 모스크바 붉은 광장에 위치한 크렘린 공동묘지에 매장되었다. 러시아의 원자력 연구소인 쿠르차토프 연구소는 그의 이름을 따서 명명되었다.

## 상훈
- 소련 과학 아카데미 회원 (1943년에 선출됨)
- 사회주의 노동영웅 3회 수상 (1949년, 1951년, 1954년)
- 레닌 훈장 5회 수상
- 적기 훈장 2회 수상
- 스탈린상 4회 수상 (1942년, 1949년, 1951년, 1954년)
- 레닌상 수상 (1957년)

## 같이 보기
- 쿠르차토프 연구소